# لوان پرس
لوان پرس (انگلیسی: Luan Peres؛ زادهٔ ۱۹ ژوئیهٔ ۱۹۹۴) بازیکن فوتبال اهل برزیل است.
از باشگاه‌هایی که در آن بازی کرده‌است می‌توان به باشگاه ورزشی پورتوگیزا اشاره کرد.